# Carlos Aragonés
Carlos Aragonés Mendiguchía (Leganés, España, 14 de octubre de 1956) es un político español. Pertenece al Partido Popular y actualmente es diputado nacional por Madrid.

## Biografía
Licenciado en Filosofía por la Universidad Complutense de Madrid, se inicia en la política bajo los auspicios de Antonio Fontán, que fuera Ministro del Gobierno de Adolfo Suárez. Militó en el Partido Demócrata Liberal, de Joaquín Garrigues, y fue vicepresidente de las Juventudes de UCD, hasta ingresar en Alianza Popular en 1987. Pocos meses después era nombrado por el entonces Presidente de la Junta de Castilla y León José María Aznar su Director de Gabinete. En 1990 es designado Secretario de Estudios y Programas del Partido Popular y tres años después pasa a ser miembro del Comité Ejecutivo Nacional y Adjunto a la Presidencia del Partido Popular.
Tras la victoria del PP en las elecciones legislativas de 1996, Aznar lo nombra director del Gabinete de la Presidencia de Gobierno, con rango de Secretario de Estado, cargo que ocupa hasta 2004.
Fue diputado en el Congreso durante las legislaturas V, VI, VII, VIII, IX, X y XIV. También fue senador y portavoz en la Comisión de Asuntos Exteriores del Senado durante la XI y XII legislaturas.
Casado desde el 16 de diciembre de 2005 con Lucía Figar. Su abuelo, médico, fue alcalde de Leganés durante la dictadura de Franco y director del instituto psiquiátrico Santa Isabel de dicha ciudad.

## Actividad profesional
- Vocal Suplente de la Diputación Permanente
- Vocal de la Comisión de Cultura
- Presidente de la Comisión Mixta Congreso-Senado de Seguridad Nacional
- Vocal de la Delegación española en el Grupo de Amistad con la Cámara de Diputados de la República Italiana